# Farmleigh

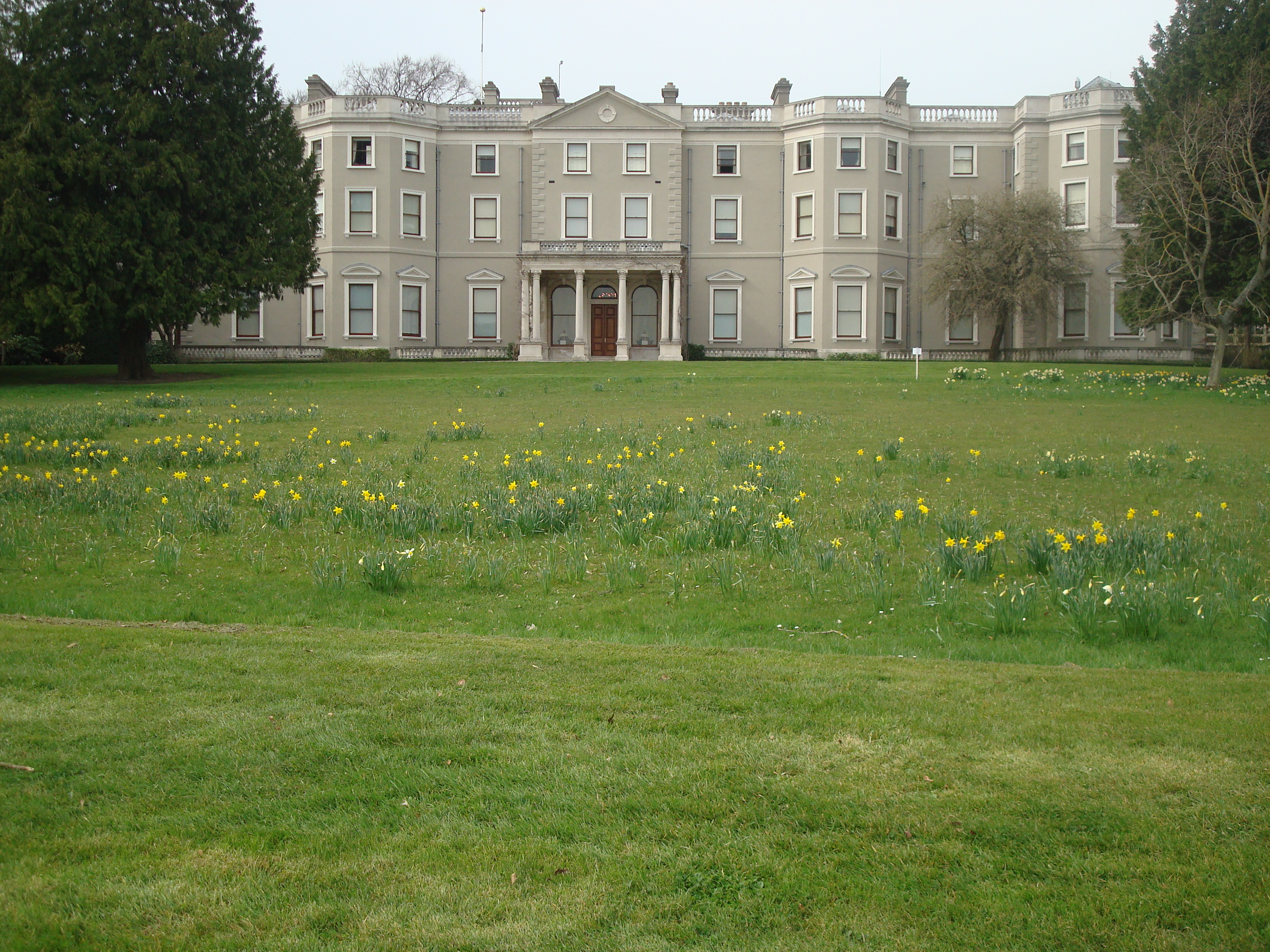
Fachada de Farmleigh.

Farmleigh é um palácio irlandês, antiga residência (entre outras) da família de cervejeiros Guinness. Fica situado em extensos jardins privados com 31 hectares (78 acres) a noroeste do Phoenix Park. O edifício foi comprado à família Guinness em 1999 por 29,2 milhões de euros, sofrendo de seguida uma ampla remodelação empreendida pelo Gabinete de Obras Públicas (Office of Public Works). Actualmente tem a função de Casa de Hóspedes de Estado Irlandesa. Foi aberta ao público em Julho de 2001.

## História

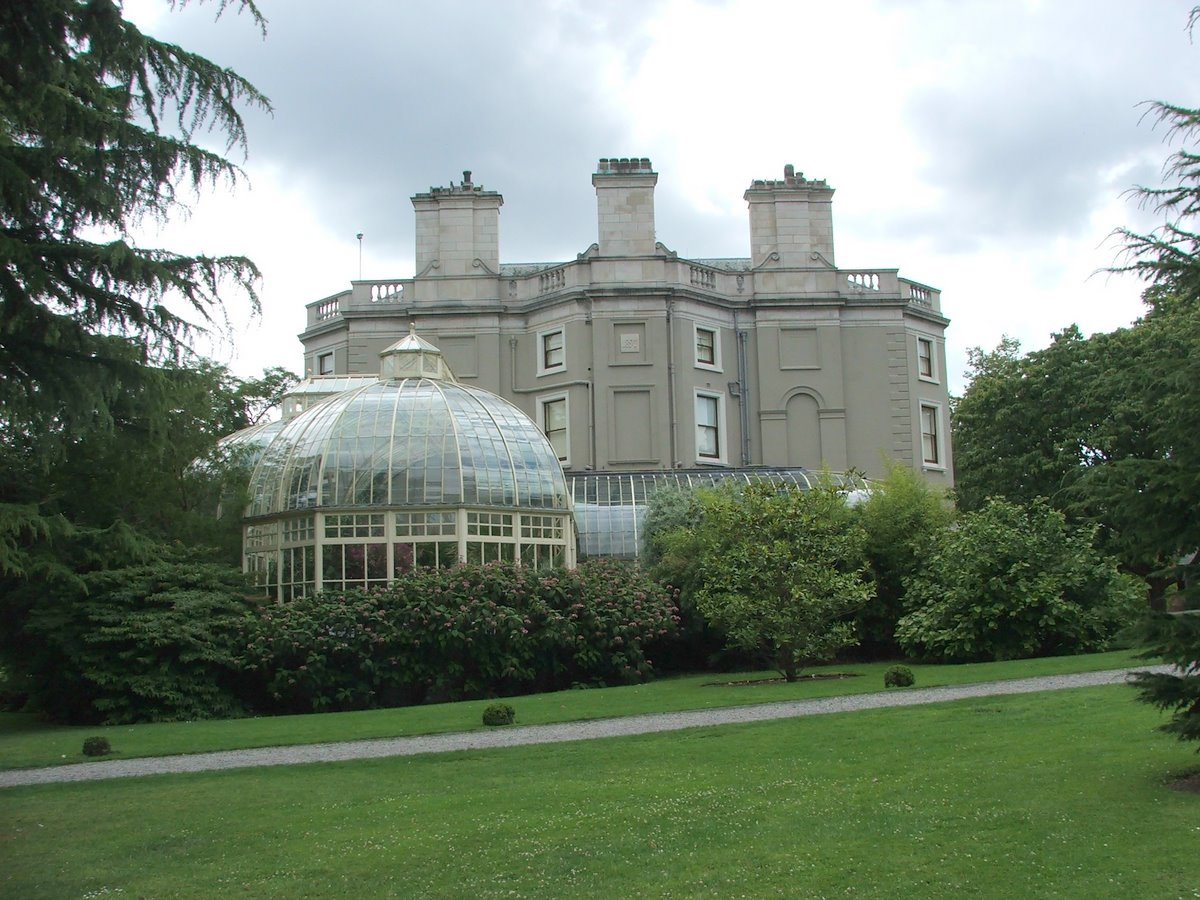
aspecto parcial do palácio, com a estufa em vidro em primeiro plano.

Farmleigh começou por ser uma pequena casa georgiana construída no século XVIII. O edifício foi comprado por Edward Cecil Guinness quando este casou com a sua prima Adelaide Guinness, em 1873. Edward era neto de Arthur Guinness e tornou-se no primeiro Conde de Iveagh em 1919. Um importante programa de renovação teve lugar entre 1881 e 1884, o qual ampliou a casa para oeste e acrescentou um terceiro desenhado pelo arquitecto irlandês James Franklin Fuller. Foi adicionado um salão de baile, em 1896, desenhado pelo arquitecto escocês William Young. A estufa foi acrescentada em 1901.
Os visitantes de Farmleigh podem ter alguma percepção do carácter de Edward Cecil Guinness a partir dos jardins paisagísticos, da arquitectura clássica e do sóbrio esquema simétrico. Também existem muitas tapeçarias em exposição, as quais Guinness coleccionou como têxteis históricos e incomuns enquanto viajava pela Europa quando jovem.
Estando na posse de Arthur Edward Rory Guinness, 4º Conde de Iveagh, quando foi vendido, em 1999, o Estado Irlandês havia gasto cerca de 52 milhões de euros quando as obras ficaram concluídas.

## Uso actual

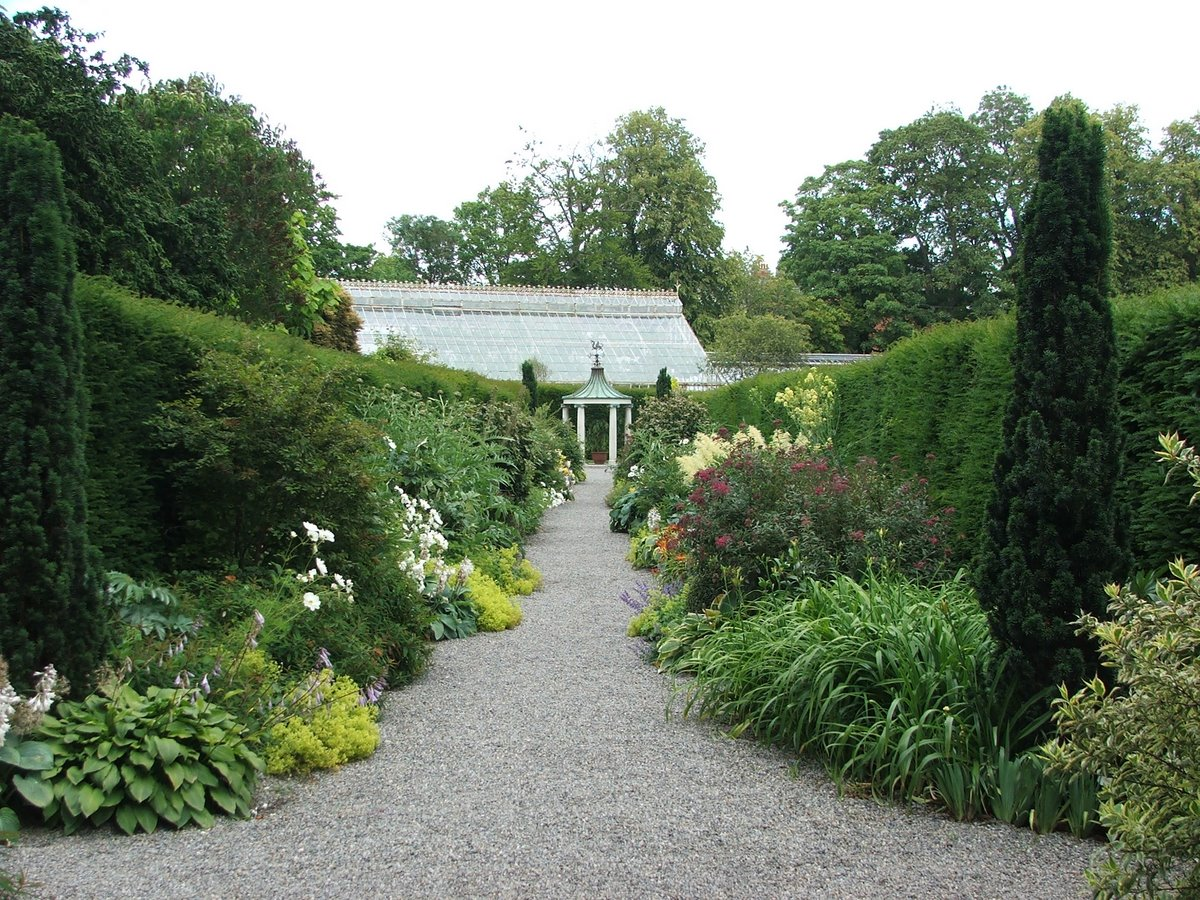
Jardim.

Quando não está a ter um uso oficial por parte do governo, encontra-se aberto a visitas públicas. Também serve de cenário para os promenades da Radio Telefís Éireann (RTÉ), uma série de concertos públicos que têm lugar todos os verões numa grande tenda montada nos terrenos do palácio.
A cerimónia de boas-vindas aos 15 novos membros da União Europeia realizou-se aqui no dia 1 de Maio de 2004. Já estiveram alojados em Farmleigh muitos visitantes notáveis, incluindo o Primeiro-ministro da China, o Primeiro-ministro da Etiópia, o Yang di-Pertuan Agong da Malásia, o Primeiro-ministro do Reino Unido Tony Blair e o Governador Geral da Nova Zelândia.
Em 2006, foi anunciado pelo Gabinete de Obras Públicas que uma casa situada nos terrenos de Farmleigh estava a ser renovada. Acredita-se que a casa se tornará na residência oficial do taoiseach (embora um porta-vos tenha vindo a público dizer que Bertie Ahern não tencionava usá-la), sendo todos os compromissos oficiais conduzidos em Farmleigh ou em edifícios governamentais.